# 課税標準
課税標準（かぜいひょうじゅん、ドイツ語: Bemessungsgrundlage）とは、課税要件の1つであり、課税物件から税額を算出するために、課税物件となる物・行為・事実を金額化・数量化したものである。

## 概要
課税物件となる物・行為・事実から税額を算出するためには、その物・行為・事実を金額・価額・数量等で表すことが必要であり、これらの金額・価額・数量等を課税標準という。金額・価額を課税標準として課される租税を従価税といい、数量を課税標準として課される租税を従量税という。
租税法においては、課税標準の算定について複雑な規定が多く設けられており、国家（租税債権者）と納税者（租税債務者）との間で紛争が生じやすく、課税標準法の究明は研究上特に重要とされる。
この課税標準に税率を適用することにより、税額を算出することができる。

## 日本の租税の課税標準

### 所得税
居住者に対して課する所得税の課税標準は、総所得金額、退職所得金額及び山林所得金額とする（所得税法22条）。基本的には、各種所得につき損益通算・1/2課税・損失の繰越控除を適用して課税標準を求める。これに所得控除等を適用した額を課税所得金額といい、税率を乗じることによって税額を算出する。所得税法上の課税標準の外に租税特別措置法上の課税標準がある。
所得税上よく用いられる課税標準には次のものがある。
総所得金額
a ＝ 損益通算後の（事業所得 + 不動産所得 + 給与所得 + 利子所得 + 配当所得 + 総合短期譲渡所得　+　雑所得）
b ＝ 損益通算後の（総合長期譲渡所得 + 一時所得）　×　1/2
総所得金額 = （a　+　b） - 損失の繰越控除
合計所得金額
合計所得金額 = 損失の繰越控除前の（総所得金額　+ 土地建物等の譲渡所得（特別控除前） + 上場株式等の配当所得等 + 株式等の譲渡所得等 + 先物取引に係る雑所得等 + 退職所得 + 山林所得）
総所得金額等
総所得金額等（課税標準の合計額） =　合計所得金額 - 損失の繰越控除

### 法人税
内国法人に対して課する各事業年度の所得に対する法人税の課税標準は、各事業年度の所得の金額とする。（法人税法21条）

### 消費税
課税資産の譲渡等に係る消費税の課税標準は、課税資産の譲渡等の対価の額（対価として収受し、又は収受すべき一切の金銭又は金銭以外の物若しくは権利その他経済的な利益の額とし、課税資産の譲渡等につき課されるべき消費税額及び当該消費税額を課税標準として課されるべき地方消費税額に相当する額を含まないものとする）とする。(消費税法28条1項）
換言すると「対価に税額を含まない額」である。「対価」とは「売手と買手で合意した税込取引金額＝総額」なので、対価＝課税標準＋税額＝課税標準＋（課税標準＊税率）したがって、税額＝対価＊税率／(100＋税率) となる。つまり、国内取引の消費税額は「対価の割り戻し＝按分」である。税率10％で対価＝1,100円なら税額＝1,100＊10/110＝100円、対価＝1,000円なら税額＝1,000＊10/110＝91円となる。国内取引の消費税額の算出においては「課税標準額」は必須ではなく「対価の額（税込取引額）」こそが必須である。
保税地域から引き取られる課税貨物に係る消費税の課税標準は、当該課税貨物につき関税定率法第4条から第4条の8まで（課税価格の計算方法）の規定に準じて算出した価格に当該課税貨物の保税地域からの引取りに係る消費税以外の消費税等（国税通則法第2条第3号（定義）に規定する消費税等をいう。）の額（附帯税の額に相当する額を除く。）及び関税の額（関税法第2条第1項第4号の2に規定する附帯税の額に相当する額を除く。）に相当する金額を加算した金額とする。（消費税法28条3項）
輸入課税においては、納税義務者が売手（他国の輸出業者）ではなく買手（自国の輸入業者）になる点に注意。その上で「買手の支出」である「輸入総額＝免税された輸出価格(Cost)Ａ＋輸送保険(Insurance)Ｂ＋輸送費(Freight)Ｃ＋関税額Ｄ＋個別消費税（酒税等）Ｅ」が「課税標準」となる。（国税庁タックスアンサーNo.6563 輸入取引）これは、税関で「輸入業者の仕入税額」を発生させている事になる。したがって「輸入物価の確実な上昇要因」であり、すべての関税を0％にしても「関税として機能する」いわゆる「非関税障壁」である（ちなみに関税はＡ＋Ｂ＋Ｃつまり「CIF価格」に課される）。
その課税期間中に国内において行った課税資産の譲渡等（輸出免税など一定のものを除く。）に係る課税標準である金額の合計額を課税標準額という。課税標準額及び課税標準額に対する消費税額は、消費税の確定申告書の記載事項である。（消費税法45条1項本文、一号、二号）

### 住民税
個人の場合、住民税の所得割の課税標準は、前年の所得について算定した総所得金額、退職所得金額及び山林所得金額とする。（地方税法32条1項、313条1項）具体的には、所得控除後の総所得金額等（課税総所得金額等）を求め、この課税標準額に税率を乗じることによって税額を算出する。（地方税法35条1、2項）。
法人の場合、法人税額又は個別帰属法人税額が課税標準とされる。（地方税法23条三号、292条三号）

### 事業税
個人の行う事業に対する事業税の課税標準は、当該年度の初日の属する年の前年中における個人の事業の所得による。（地方税法72条の49の7第1項）具体的には、「総収入金額－必要経費－個人事業税の事業専従者給与（控除）－事業主控除等」により求める。
法人の場合は、電気供給業・ガス供給業及び保険業では各事業年度の収入金額が、それ以外の事業では以下が課税標準となる。（地方税法72条の12）
- 付加価値割 - 各事業年度の付加価値額
- 資本割 - 各事業年度の資本金等の額
- 所得割 - 各事業年度の所得及び清算所得

### 固定資産税
固定資産税の場合、原則として、固定資産課税台帳に登録された不動産の価格（適正な時価）が課税標準額となる。（地方税法349条、349条の2）ただし、住宅用地などについて特例措置が適用される場合は、課税台帳に登録された額よりも低くなる。